# Clovia doreiensis
Clovia doreiensis är en insektsart som beskrevs av Schmidt 1922. Clovia doreiensis ingår i släktet Clovia och familjen spottstritar. Inga underarter finns listade i Catalogue of Life.